# Synagoga Wigdora Jakubowicza i Chaskiela Banata w Łodzi (ul. Wschodnia 18)
Synagoga Wigdora Jakubowicza i Chaskiela Banata w Łodzi – prywatny dom modlitwy znajdujący się w Łodzi przy ulicy Wschodniej 18.
Synagoga została zbudowana w 1898 roku z inicjatywy Wigdora Jakubowicza i Chaskiela Banata. Mogła ona pomieścić 30 osób. W 1899 roku została przeniesiona do nowego lokalu znajdującego się przy ulicy Nowomiejskiej 21.